# イスラエル空軍博物館
イスラエル空軍博物館（Israeli Air Force Museum）は、イスラエル南部地区、ネゲヴ砂漠の北部、ベエルシェバの西側にある、ハツェリム空軍基地（Hatzerim Airbase）内にある軍事博物館。

## 概要

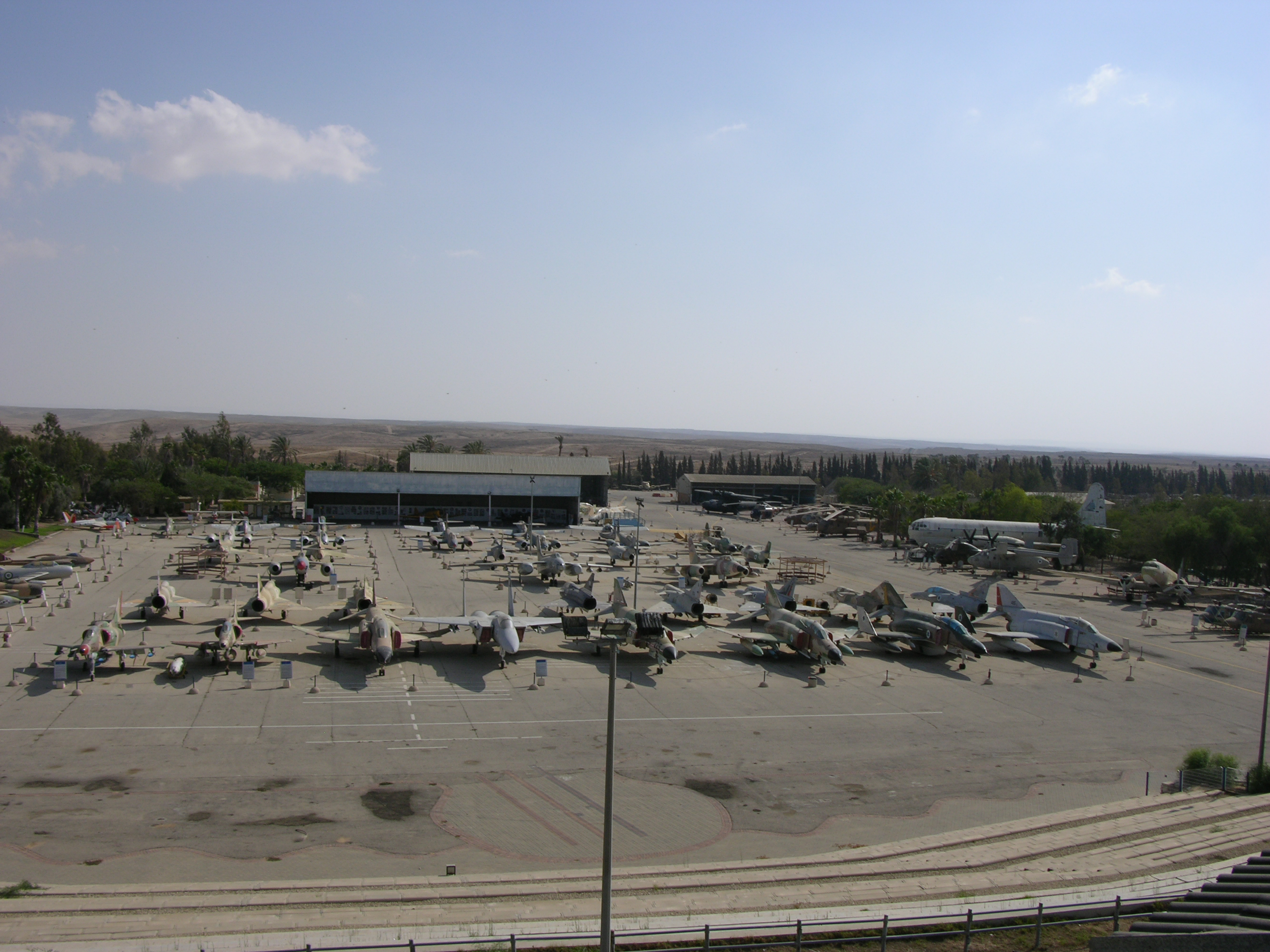
イスラエル空軍博物館俯瞰

イスラエル空軍博物館は、ネゲヴ砂漠の北部に位置するハツェリム空軍基地の敷地内にあり、1977年に博物館として整備され、1991年からは一般公開されている。ハツェリム空軍基地には1966年の基地稼動直後よりイスラエル空軍航空学校が併設されていることから、ここで学ぶ訓練生の為に、この地に空軍博物館が開設されたと考えられる。
主に、イスラエル航空宇宙軍で使用された多数の軍用機を屋外展示する他、各種の対空兵器（高射砲、対空自走砲や対空ミサイル）空軍用レーダー設備や自走式対レーダーミサイル発射車両、あるいはシリア軍、エジプト軍、レバノン軍などから鹵獲した軍用機なども展示されている。

## 展示品の一例
- アヴィア S-199、スピットファイア Mk.IX、P-51D マスタング
- マルセルダッソー ウーラガン、ダッソー ミステールIV A、ダッソー シュペルミステール、ボートゥールII
- ダッソー ミラージュIII、IAI ネシェル、IAI クフィル、IAI ラビ
- A-4 スカイホーク（アヒト）、F-4 ファントムII（クルナス）、F-15 イーグル（バズ）
- デハビランド ドラゴンラピード、デハビランド モスキート、グロスター ミーティア、デハビランド バンパイア、デハビランド ヴェノム
- PBY-5 カタリナ、DC-3 ダコタ／C-47 スカイトレイン、E-2C ホークアイ、ボーイング377 ストラトクルーザー
- ボフォース 40mm機関砲、ZU-23-2、ZSU-23-4 シルカ、M730チャパラル自走地対空ミサイル、M727ホーク自走地対空ミサイル
- TCM-20対空機関砲、TCM-20搭載M3ハーフトラック、TCM-20搭載BTR-152
- キルション自走式対レーダーミサイル（AGM-45）、ケーレス自走式対レーダーミサイル（AGM-78）、SA-2ガイドライン地対空ミサイル
- UAV（無人航空機）- タディラン マスティフ、IAI スカウト、ライアン ファイア・ビー（英語版）など

このほか、各種の軍用機、対空砲、装備品など。
基地の記念式典など、イベントの際にはF-16I Sufa、F-15I Raam、AH-64D Sarafなど新鋭機も展示されている。
展示品の詳細は右記 Wikimedia Commons のリンクも参照下さい。

## 展示品の画像

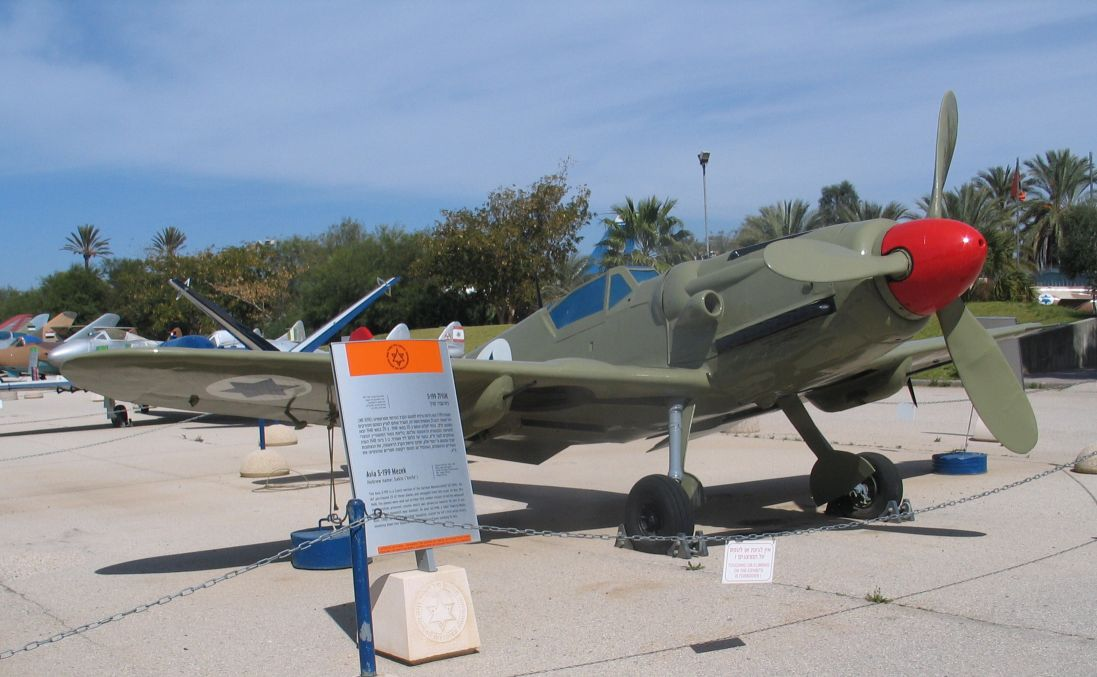
S-199 782358
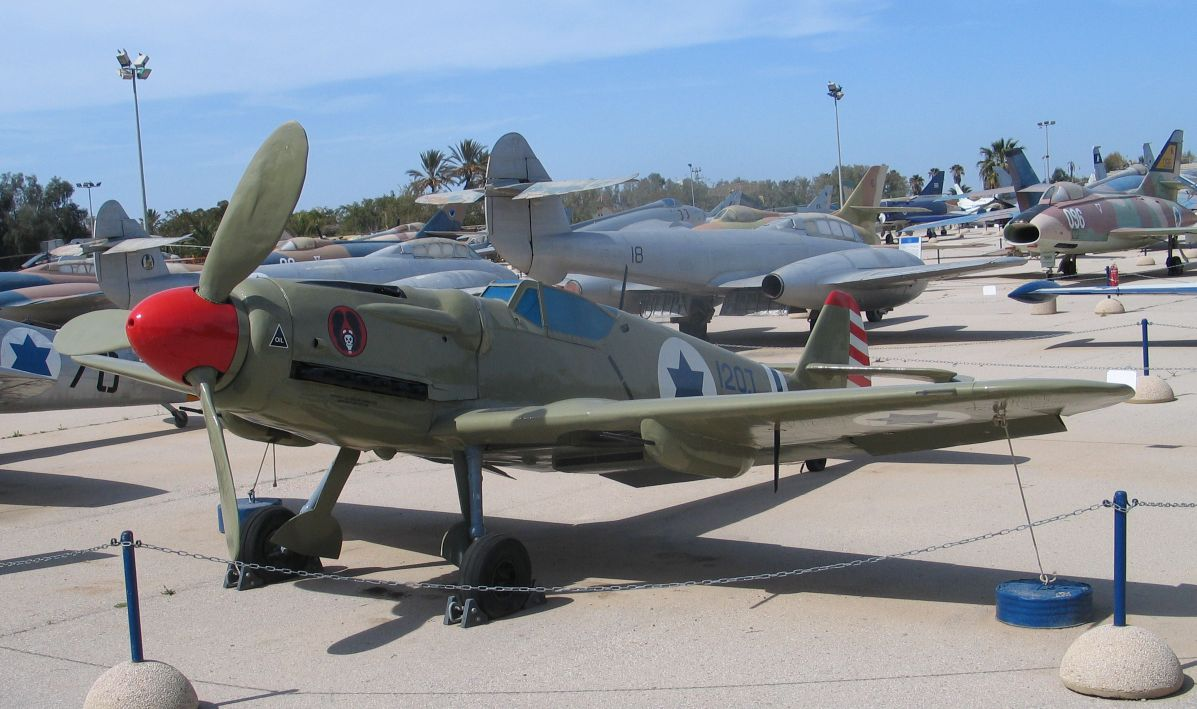
同上
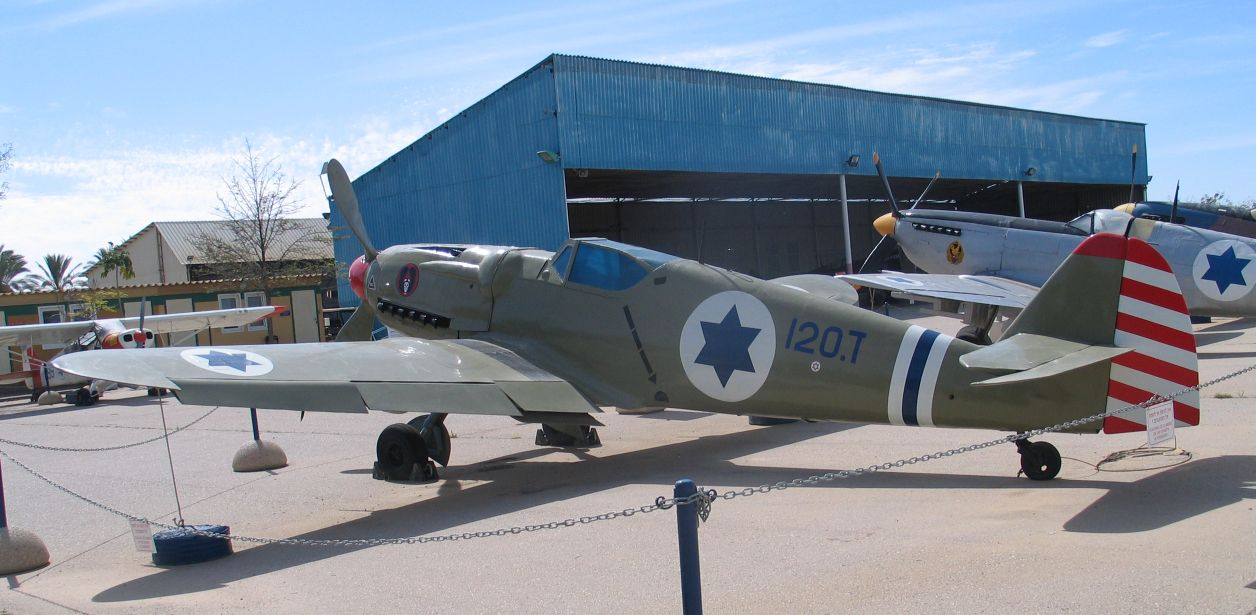
同上
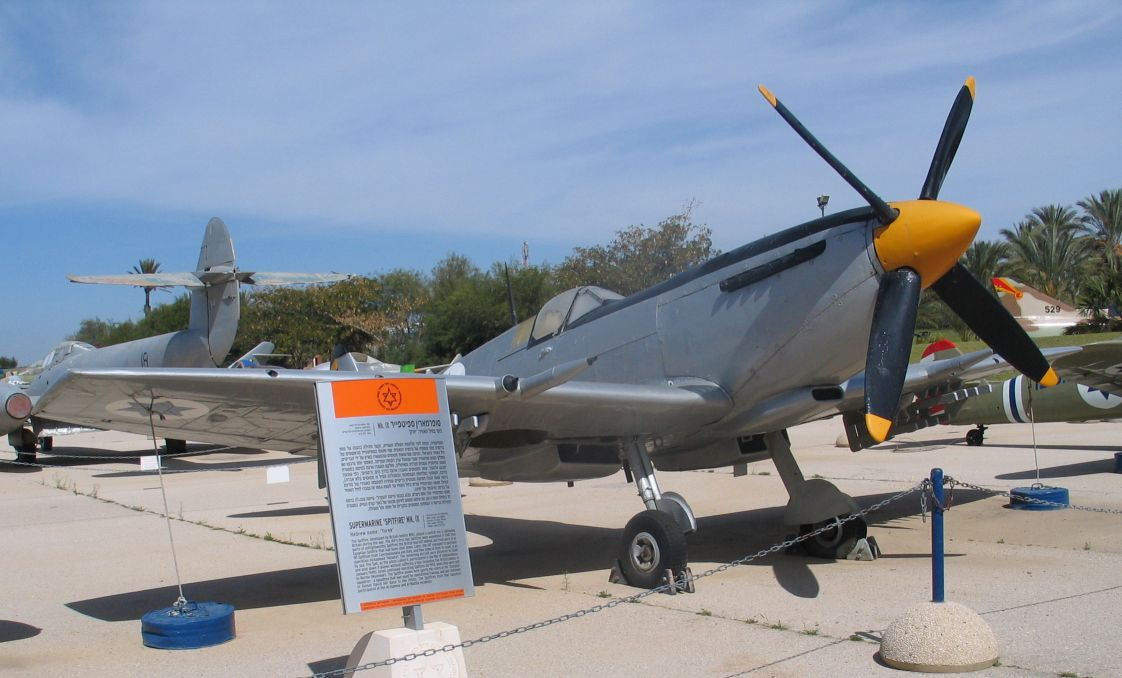
スピットファイア F Mk.IX EN145
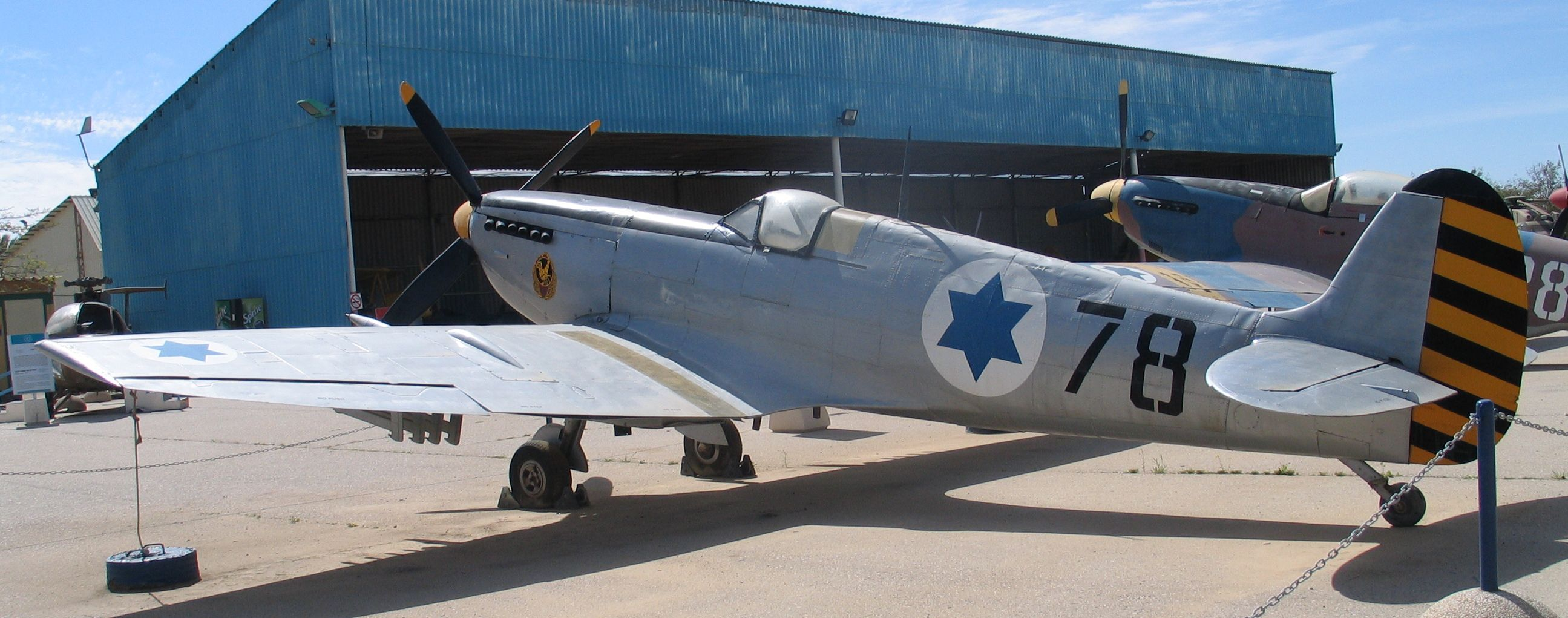
同上
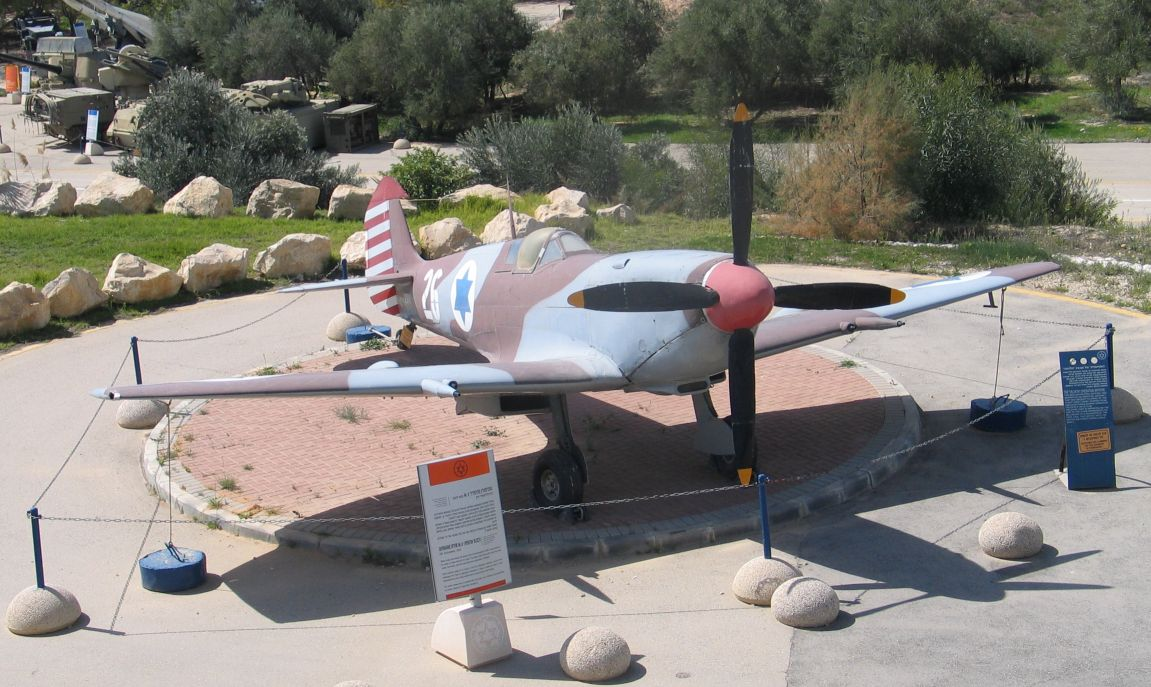
スピットファイア lF Mk.IXe SL653
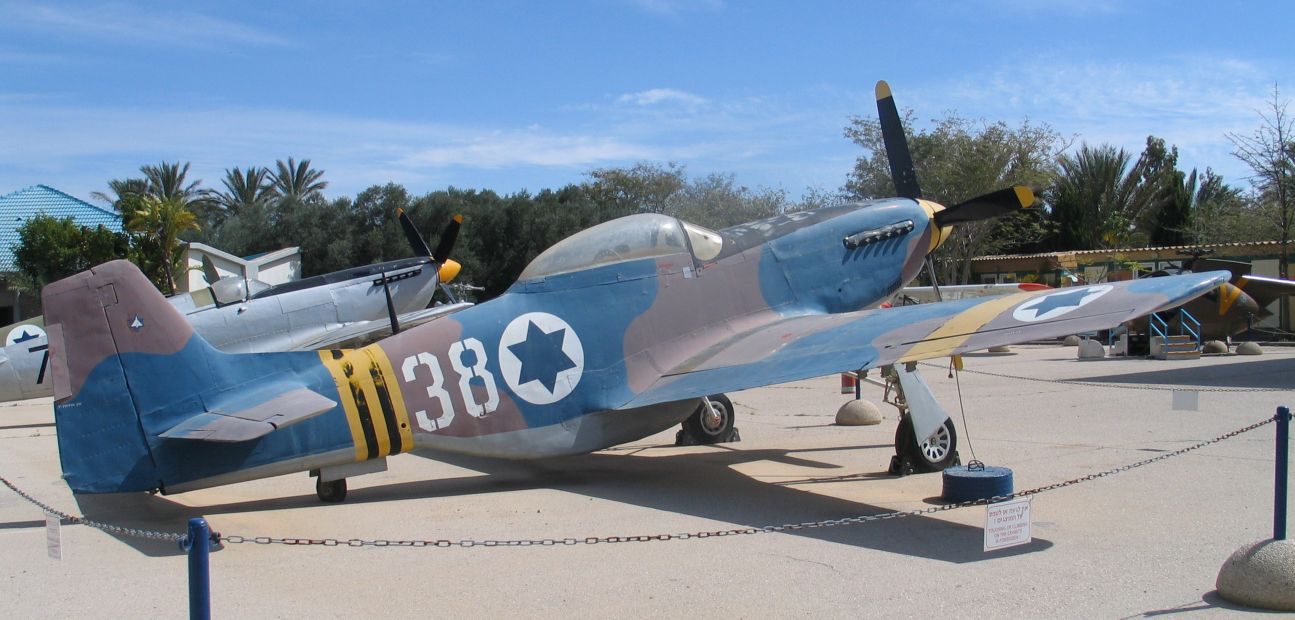
P-51D マスタング
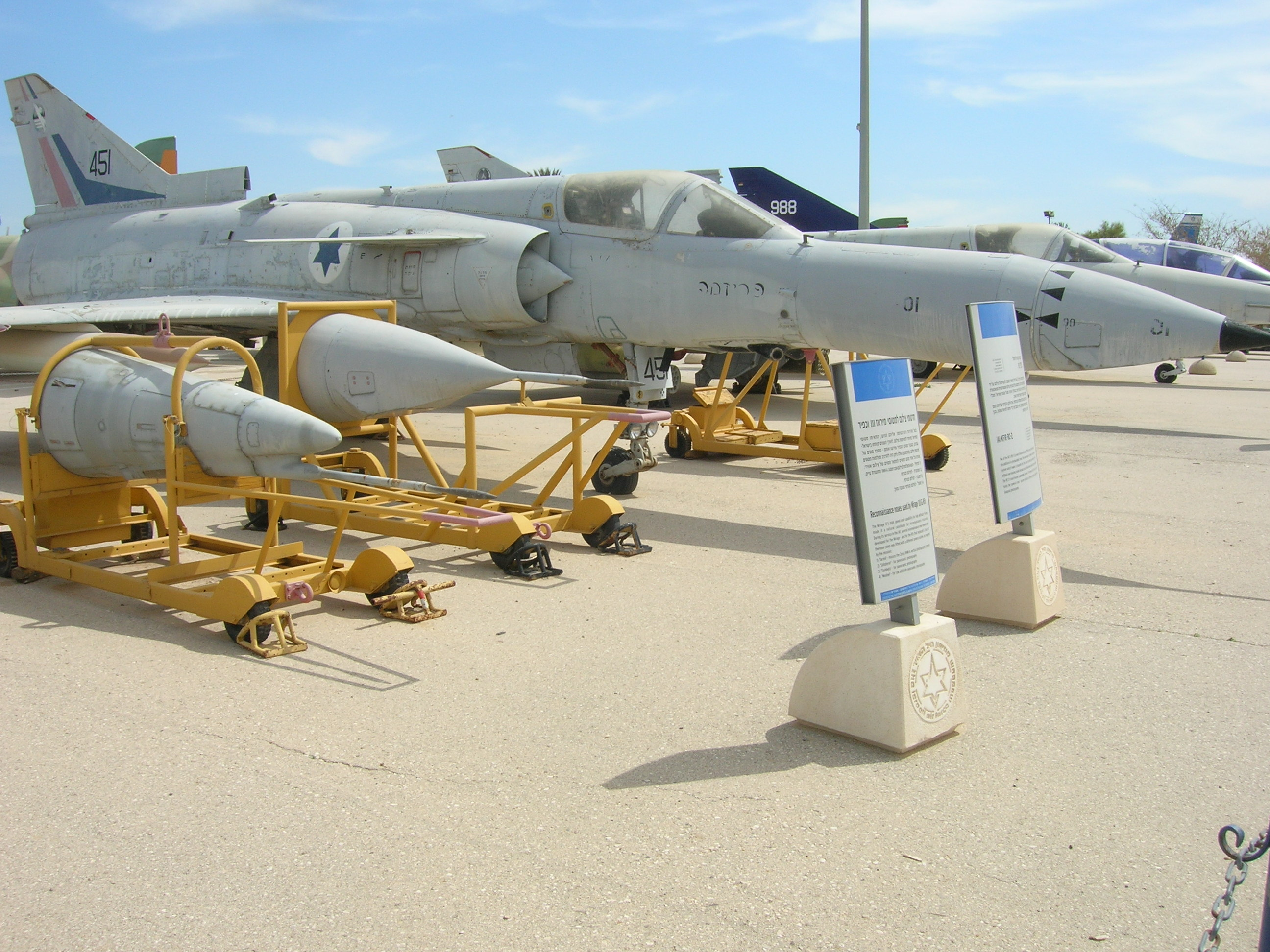
IAI クフィルRC-2 偵察型
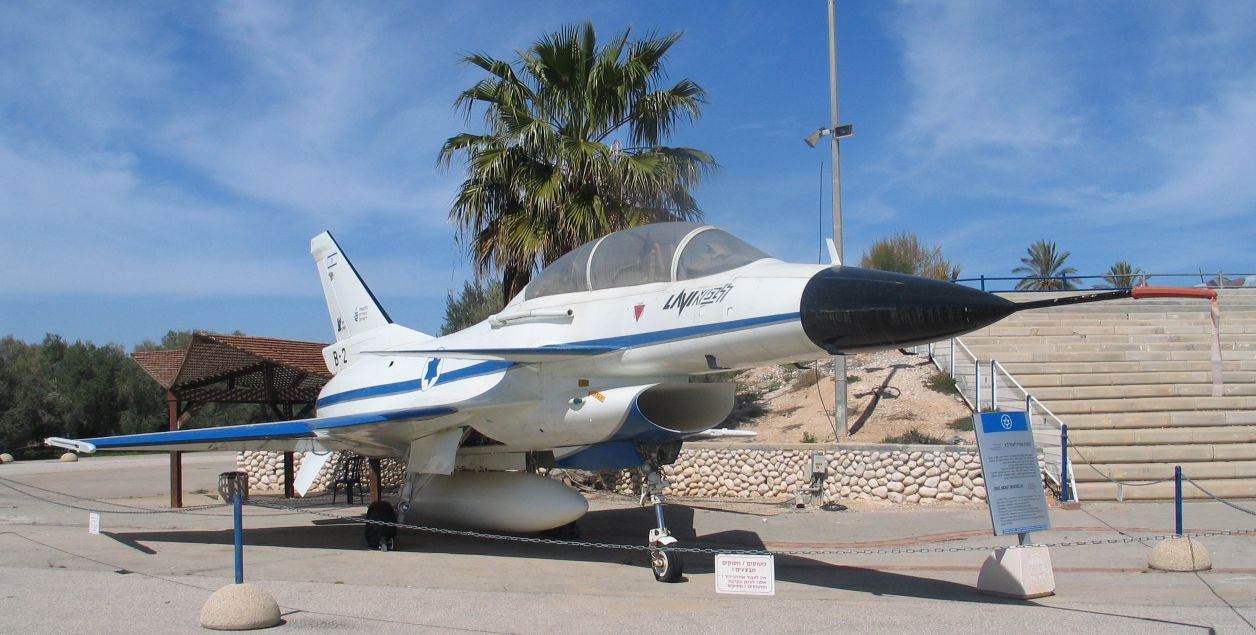
IAI ラビ
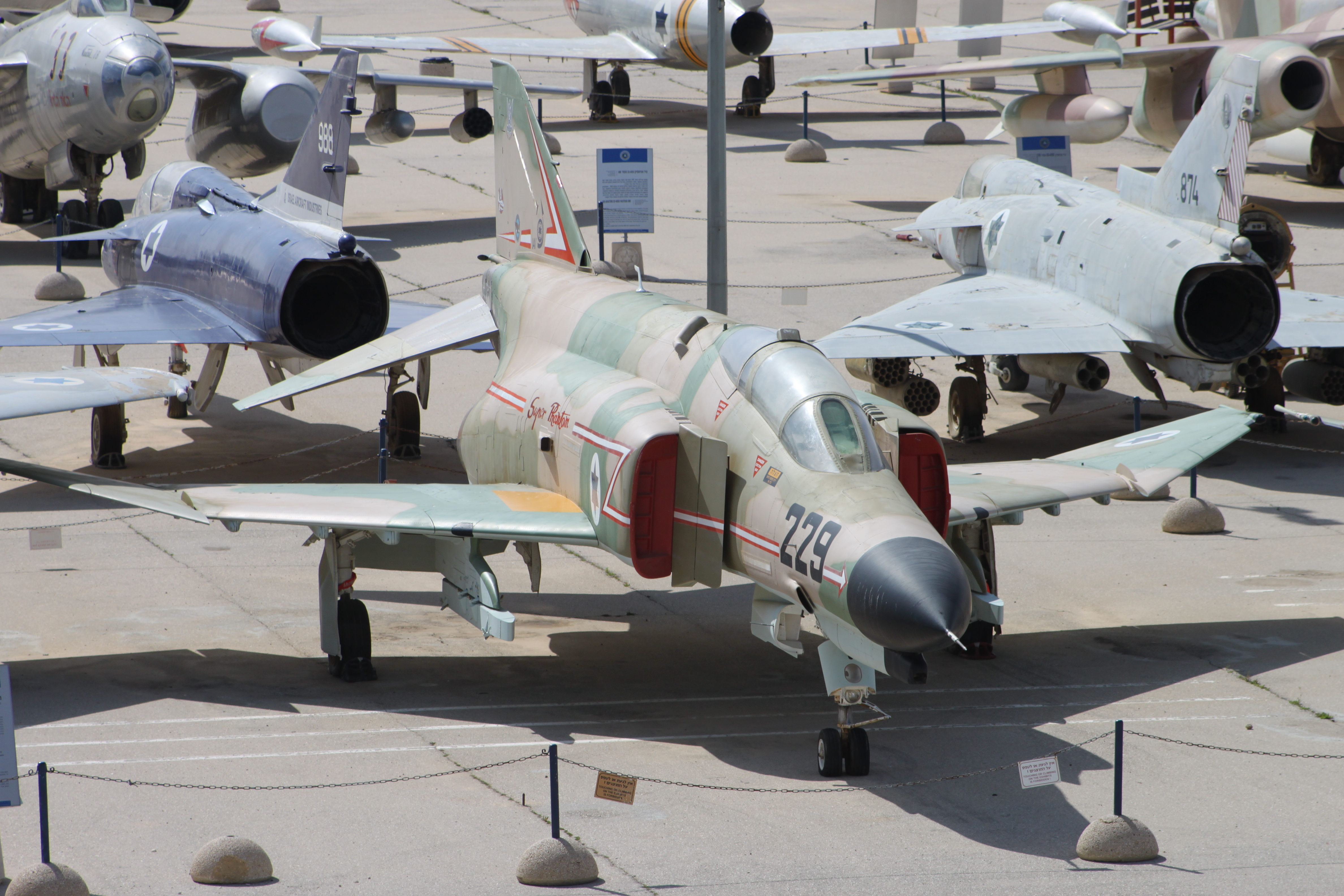
F-4E クルナス
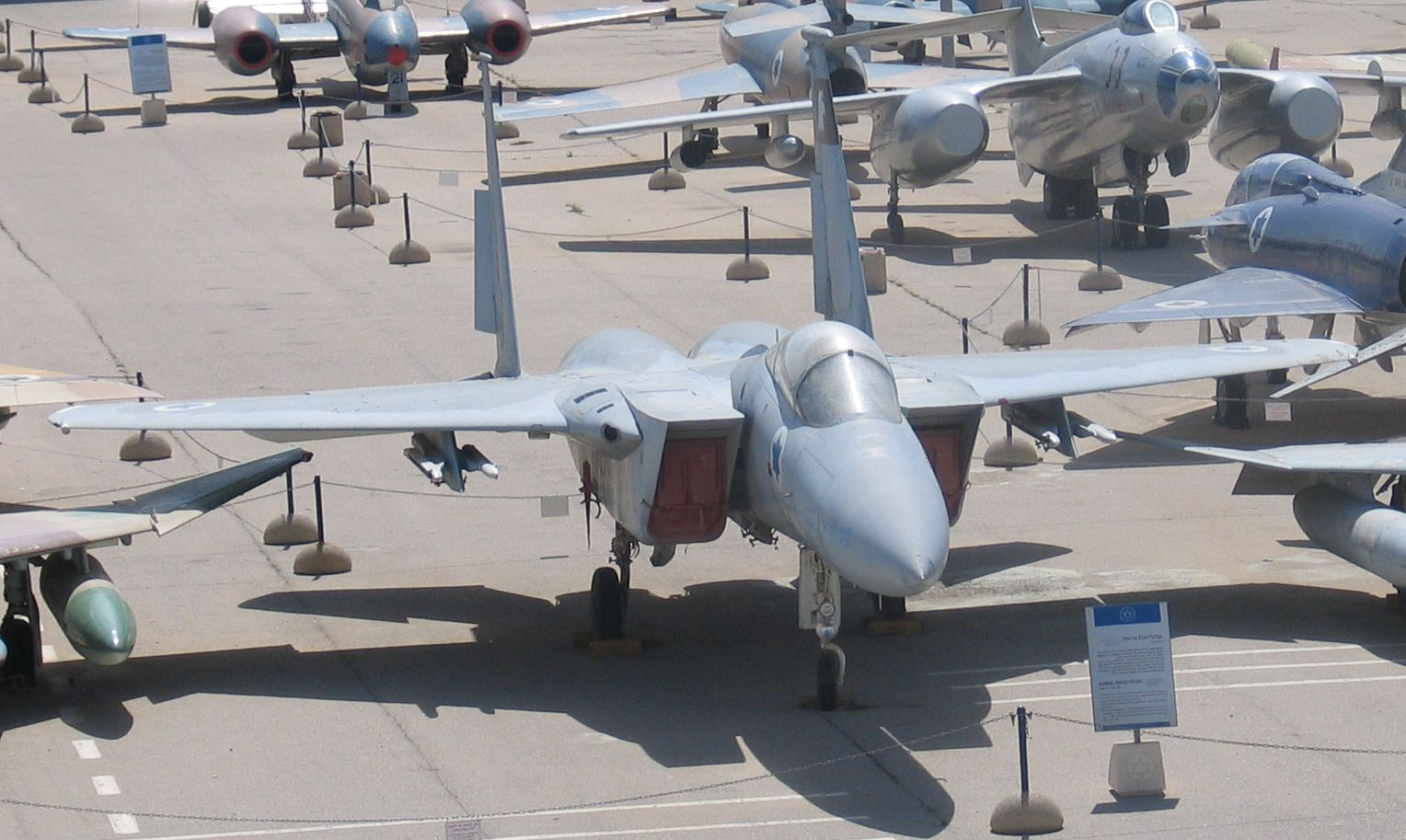
F-15A バズ
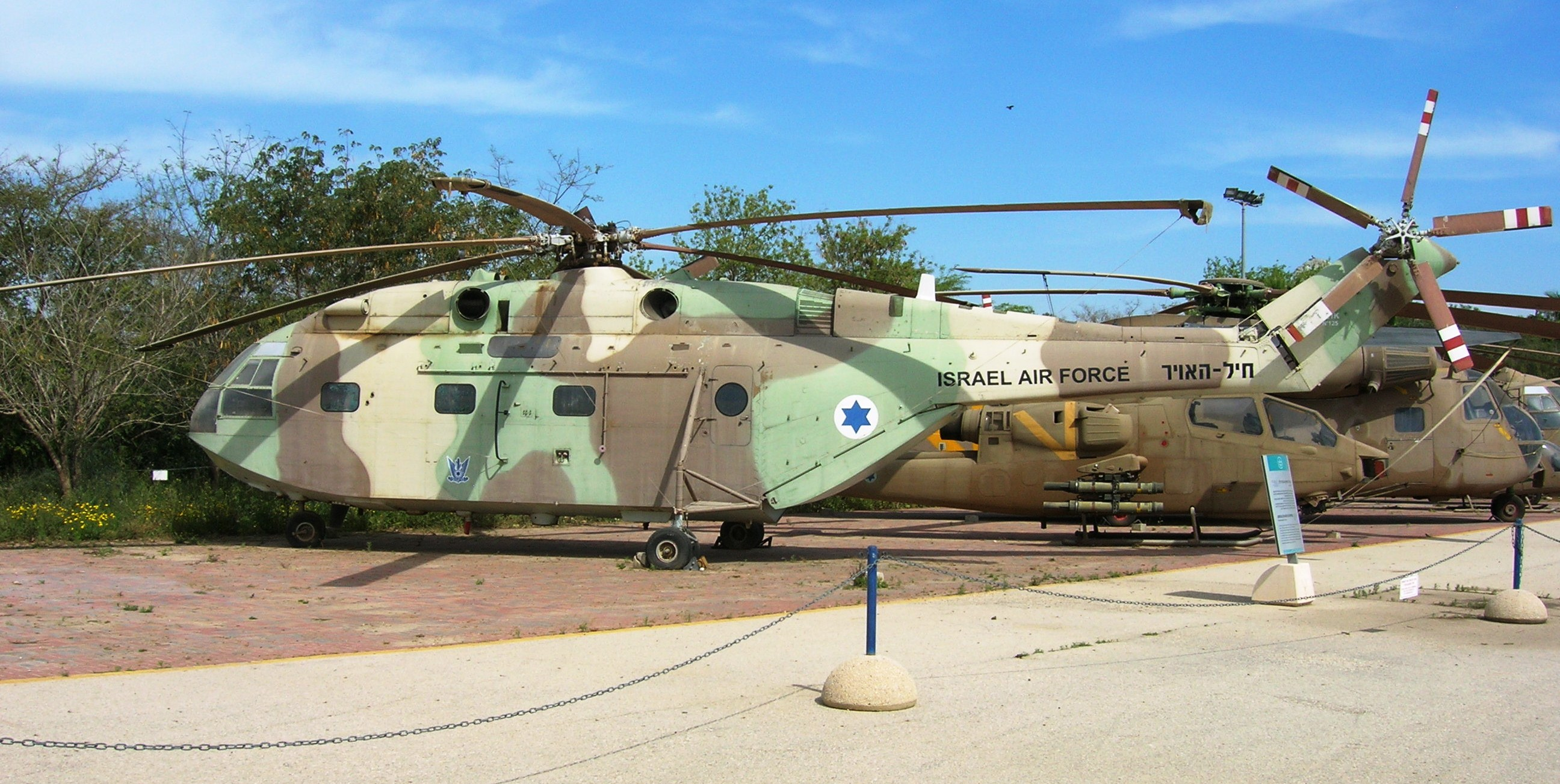
SA 321 シュペルフルロン
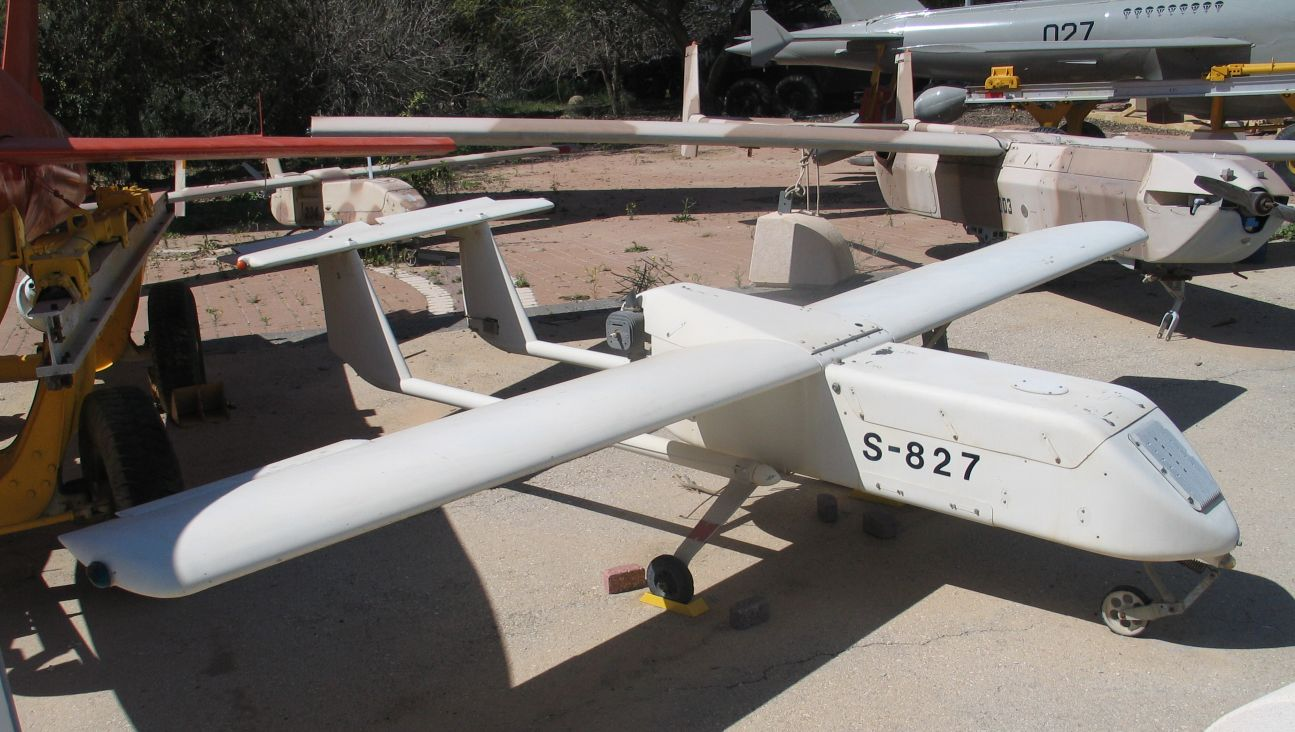
タディラン マスティフ (UAV)
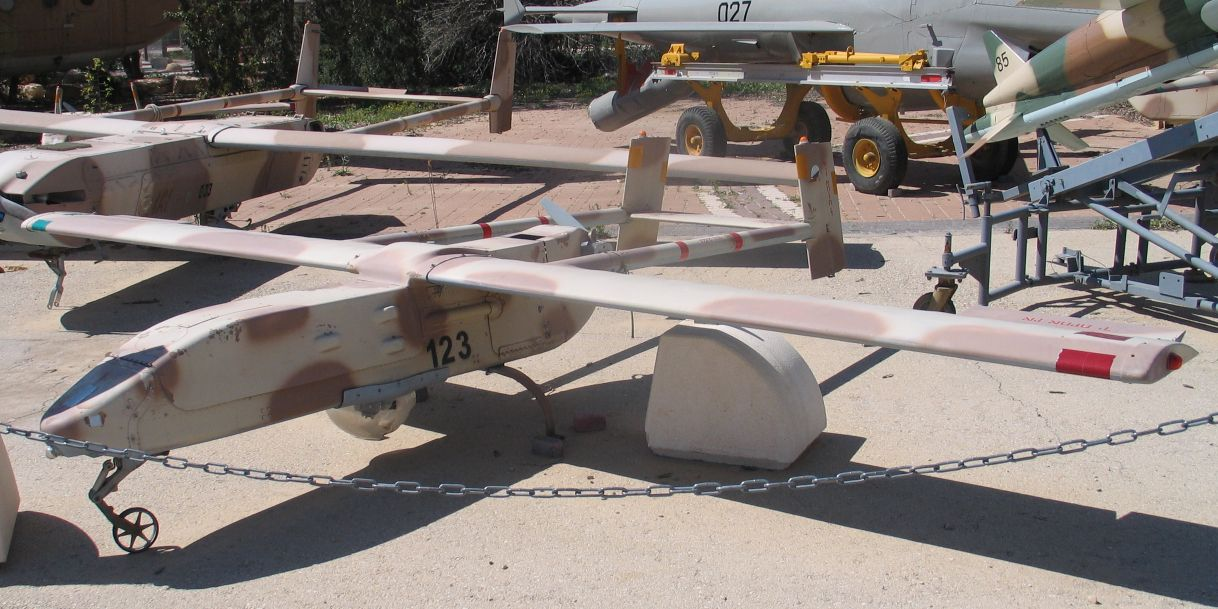
IAI スカウト (UAV)
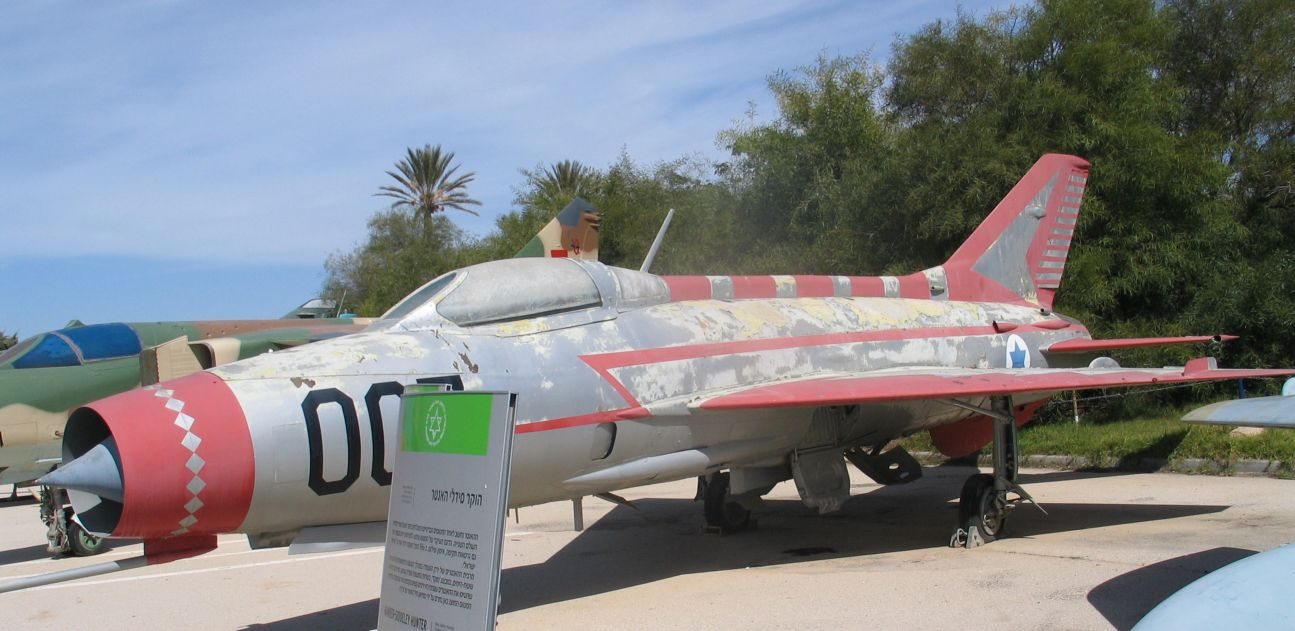
MiG-21F-13（イラクからの鹵獲品）
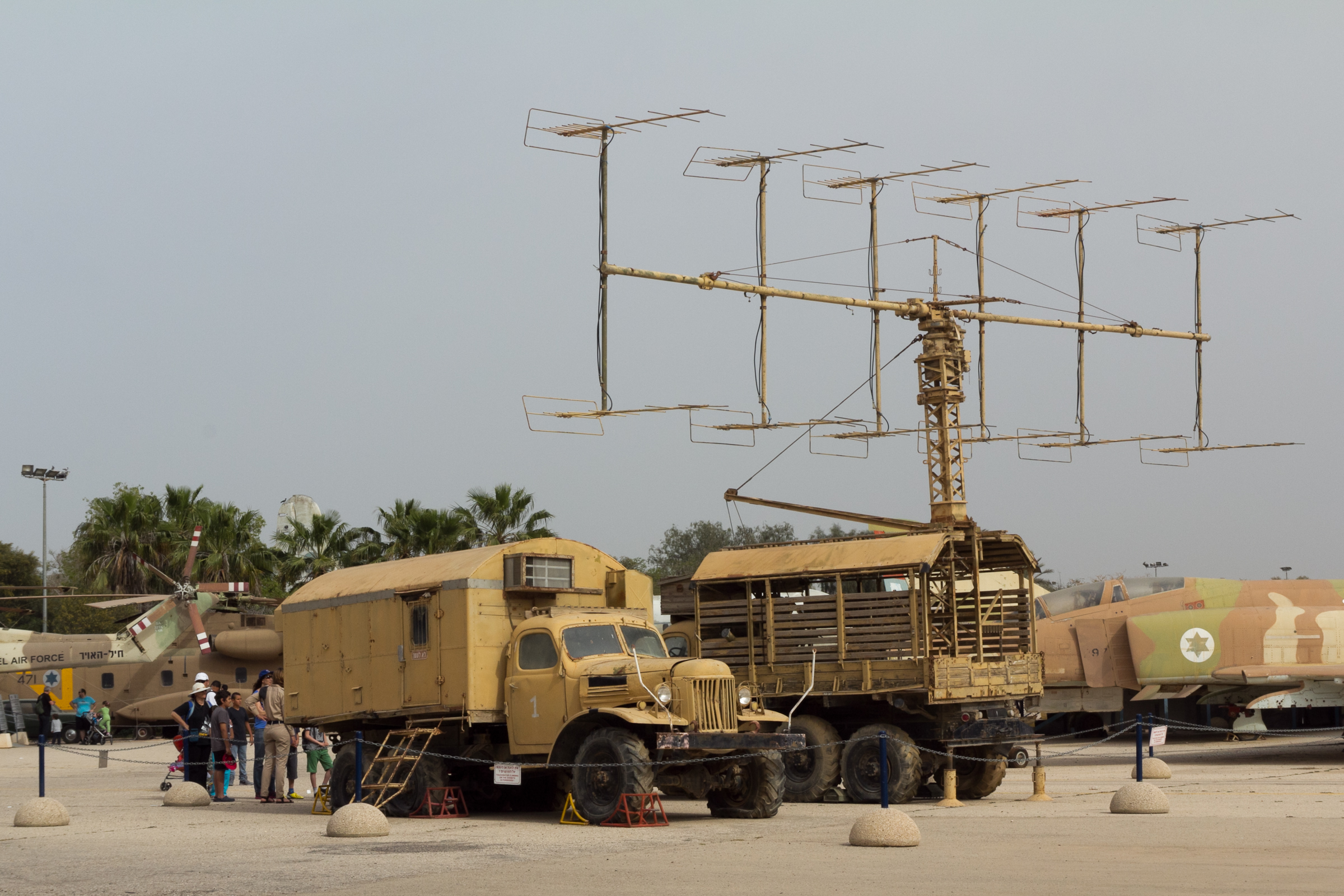
消耗戦争時、エジプト軍から鹵獲したP-12早期警戒レーダー
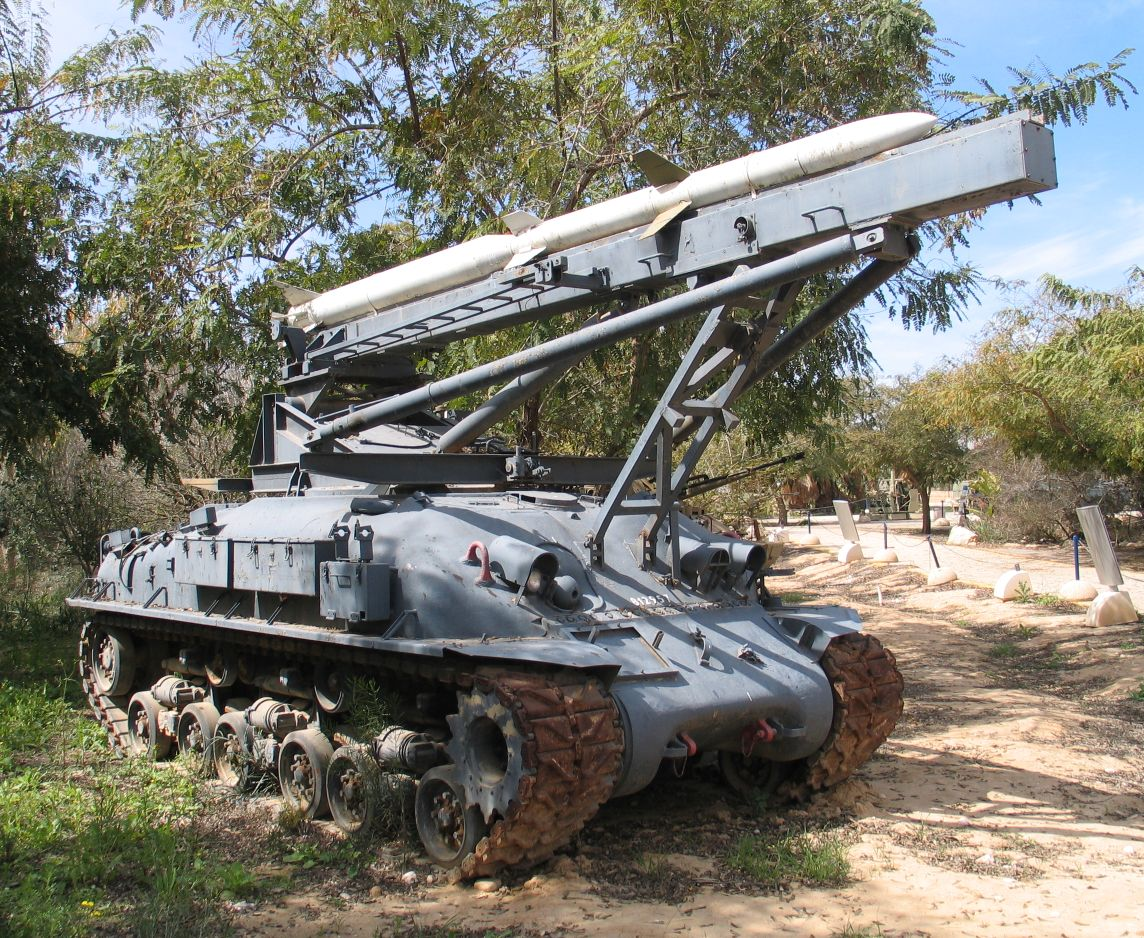
キルション対レーダーミサイル
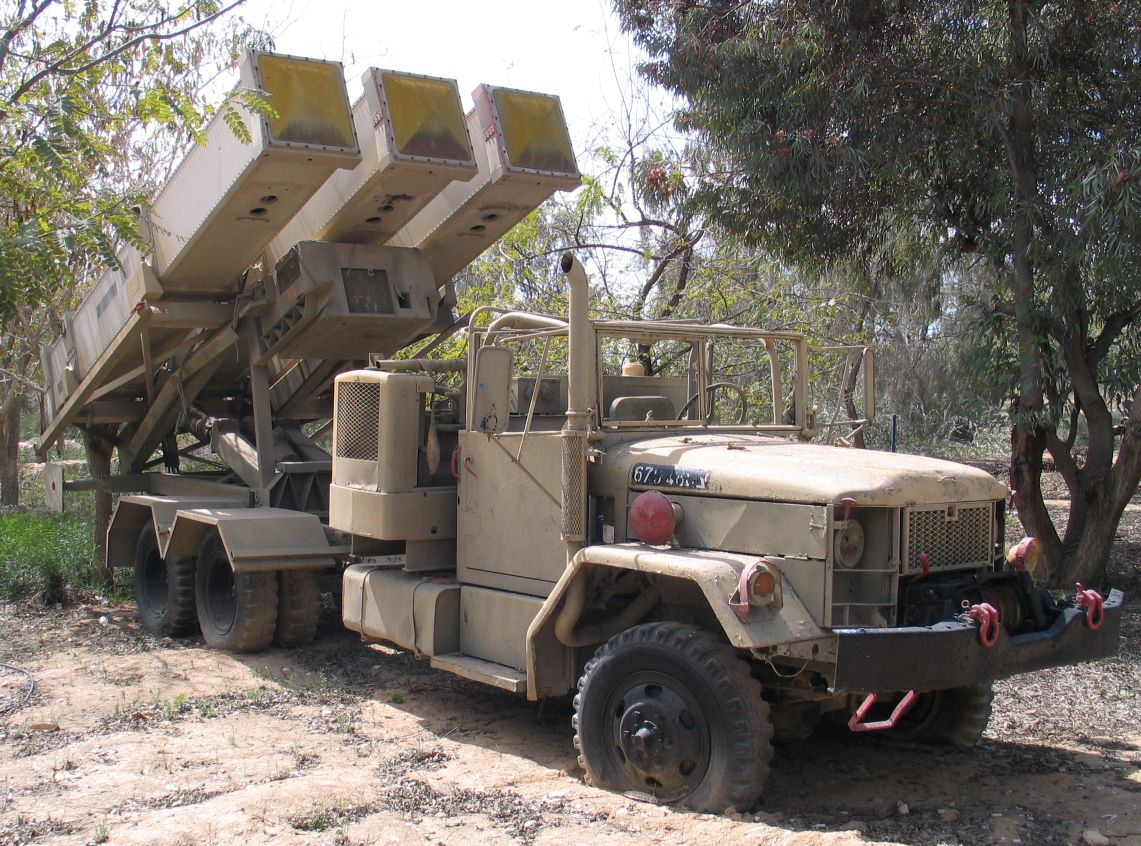
ケーレス対レーダーミサイル
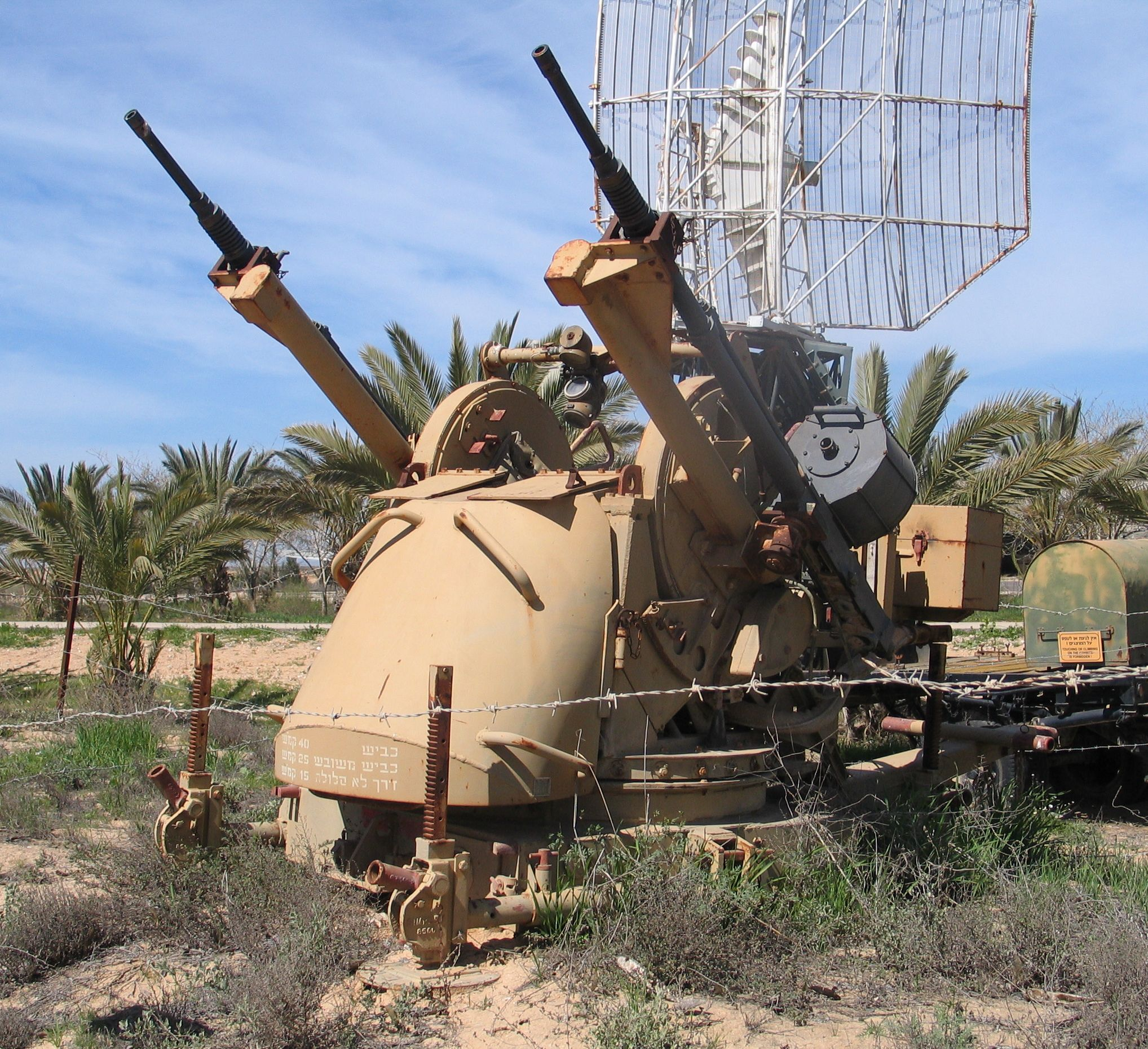
TCM-20対空機関砲